# V–2 (motor)

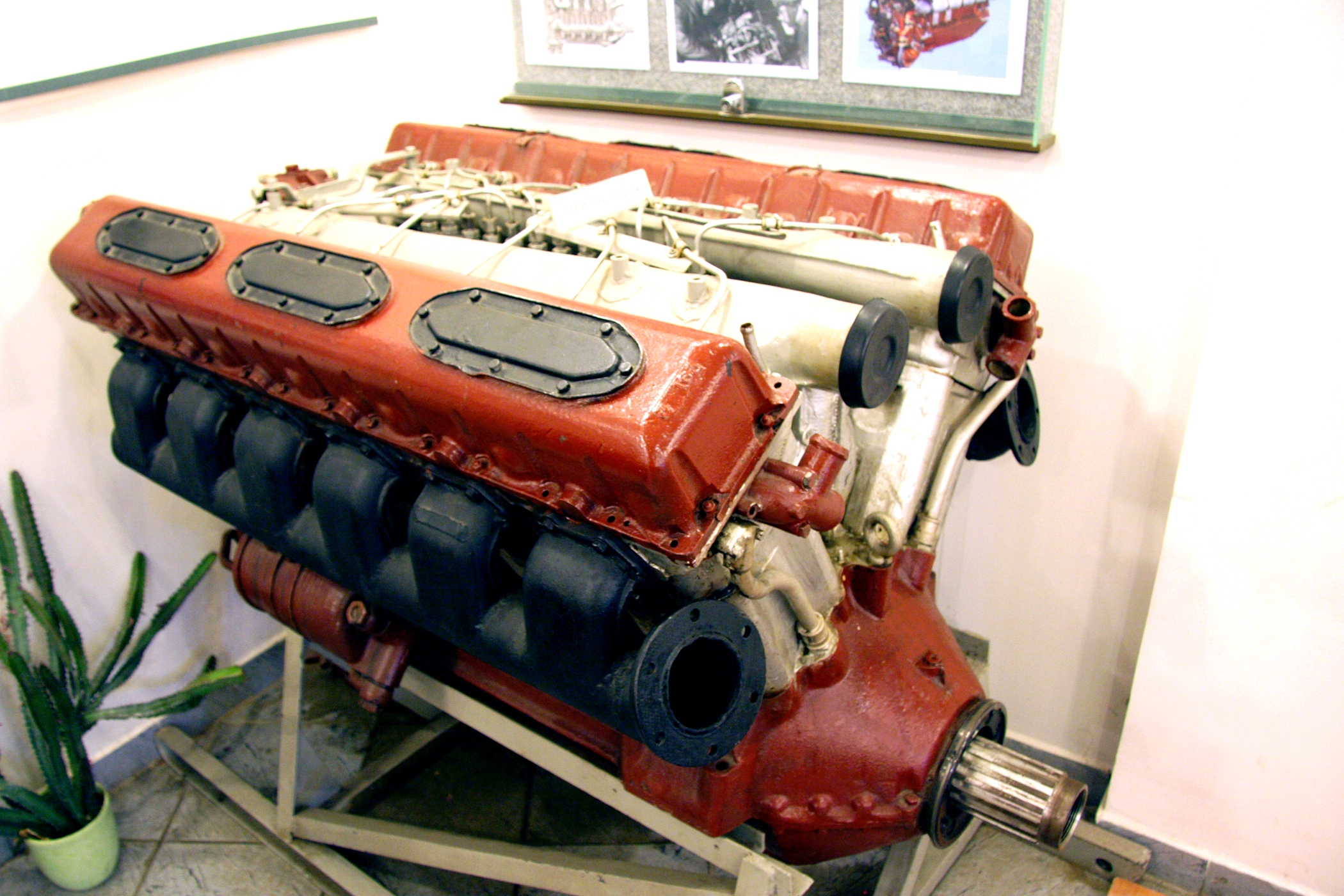
V–2 dízelmotor múzeumban kiállítva

A V–2 (oroszul: В–2) szovjet gyártmányú, V12 hengerelrendezésű, 38 800 cm³ lökettérfogatú, folyadékhűtésű négyütemű dízelmotor, melyet a Harkovi Mozdonygyárban fejlesztettek ki Konsztantyin Cselpan vezetésével az 1930-as évek második felében. Először a BT–7M ’ugró’ harckocsiban alkalmazták. Legnagyobb mennyiségben a T–34-es harckocsiba építették, ezt a motort használták a KV és az ISZ sorozat egyes modelljeiben is. A motor továbbfejlesztett változatait használták a szovjet-orosz harckocsik többségénél a T–90-ig bezárólag. Módosított változatait hajókon és mozdonyokon is alkalmazták. Modern leszármazottjait még napjainkban is gyártják.
A tervezés kezdeti szakaszában repülőgépipari alkalmazás is felmerült lehetőségként. A motor kompakt, 60°-os hengerszögű forgattyúsház-hengerfej egysége, dugattyúi alumíniumötvözetből készültek, hengerenként 4 szeleppel és közvetlen üzemanyag befecskendezéssel. Nagyszériás dízelmotorokon a 2000-es évektől terjedtek el hasonló megoldások (a II. világháború idején könnyűfémhiány miatt öntöttvas kartert voltak kénytelenek alkalmazni). A két hengersor eltérő lökethosszal működött, a dupla vezérműtengelyes DOHC vezérlést királytengely, a segédberendezéseket fogaskerekek és – lehetőség szerint könnyűfém – tengelyek hajtották, száraz olajteknős kenésrendszert alkalmaztak. Az eredeti V-2 elnevezést csak az 1950-es évekig használták, de a később különböző típusjelzésekkel készült számtalan variáns alapkoncepciója napjainkig az ős V-2-t idézi. Az erőforrás tömege 950 kg, 1800-as fordulaton 500 lóerőt adott le, több évtizedes folyamatos fejlesztésének köszönhetően a karbantartások közötti 300-350 órás üzemidő megháromszorozódott, a teljesítmény 800 LE fölé növekedett. A 90-es évekre elkészült V–92SZ2F (V-93) típusvariáns turbófeltöltővel 1100 LE felett teljesít.

## Története
A motort 1931–1939 között fejlesztették ki a Harkovi Mozdonygyárban. A tervezést kezdetben Konsztantyin Cselpan irányította, aki a mozdonygyár dízelmotorokat fejlesztő tervezőirodáját vezette. A motor alapkoncepcióját 1931-ben dolgozta ki Cselpan és helyettese, Jakov Vihman. A fejlesztésben a harkivi gyárral szorosan együttműködött a Központi Repülőgépmotor Intézet (CIAM) és az Ukrán Repülőgép-dízelmotor Kutatóintézet (UNIADI).
Az első, BD–2 típusjellel ellátott kísérleti motor 1933 áprilisában készült el. Még az év novemberében a motort egy BT–5 harckocsiba építve is tesztelték.